# Mauro (mártir)
Mauro o Maur fue un niño mártir romano del Siglo III. Según la tradición, el año 283, recibió martirio junto a su padre Claudio, quien era tribuno de la antigua Roma y que se había convertido al cristianismo, su madre Hilaria y su hermano Jasón. Todos se convirtieron, junto a otros soldados romanos, al enterarse sobre el martirio de Crisanto y Daría. Impresionados, quisieron convertirse en la fe que estos profesaban.
El prefecto Numeriano, al darse cuenta de lo que pasaba, mató a Claudio atándole una piedra al cuello y lanzándolo al Tíber. El resto de convertidos fueron llevados a la plaza de Roma y fueron decapitados.

## Tercer patrón de Valencia

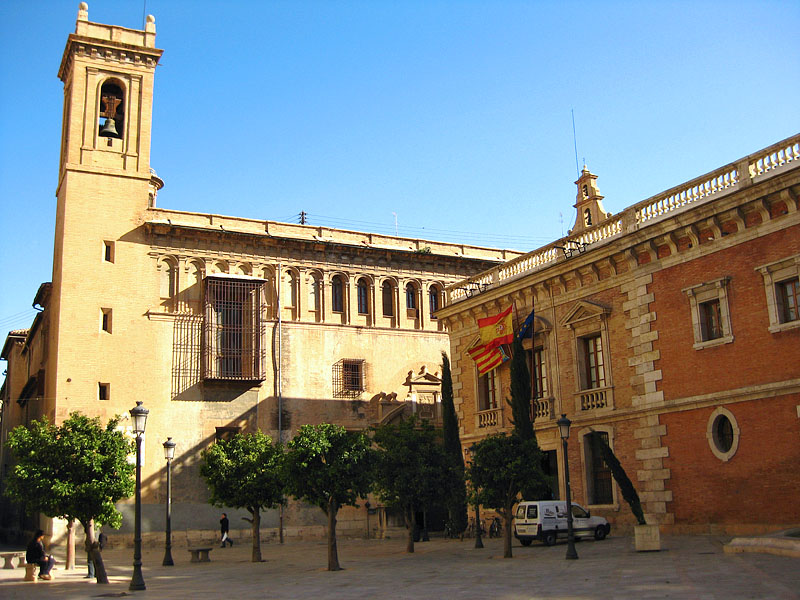
Real Colegio Seminario del Corpus Christi donde está enterrado San Mauro

A pesar de ser un gran desconocido por sus habitantes, San Mauro es patrón de Valencia junto con San Vicente Mártir y San Vicente Ferrer. Fue proclamado como tal el 7 de junio de 1637.
En 1599 llegaba a Valencia el cuerpo de San Mauro por iniciativa de Juan de Ribera y gracias a la concesión del Papa Clemente VIII. Su cuerpo, que fue donado por el pontífice, se encontraba en las Catacumbas de San Calixto con una inscripción que decía: Mauro in Pace. Viajó custodiado por el cardenal Fernando Niño de Guevara desde Roma hasta Cadaqués por mar. Después por tierra hasta Valencia entrando por las Puertas de Serranos en procesión hasta el Real Colegio Seminario del Corpus Christi donde fue enterrado. Sus restos reposan en una capilla barroca situada en un lateral derecho del presbiterio. Aunque su festividad fue marcada para el 3 de diciembre en Valencia se celebra el 5 de diciembre y únicamente por dentro del Real Colegio Seminario del Corpus Christi.

## Patronazgo de Alcoy

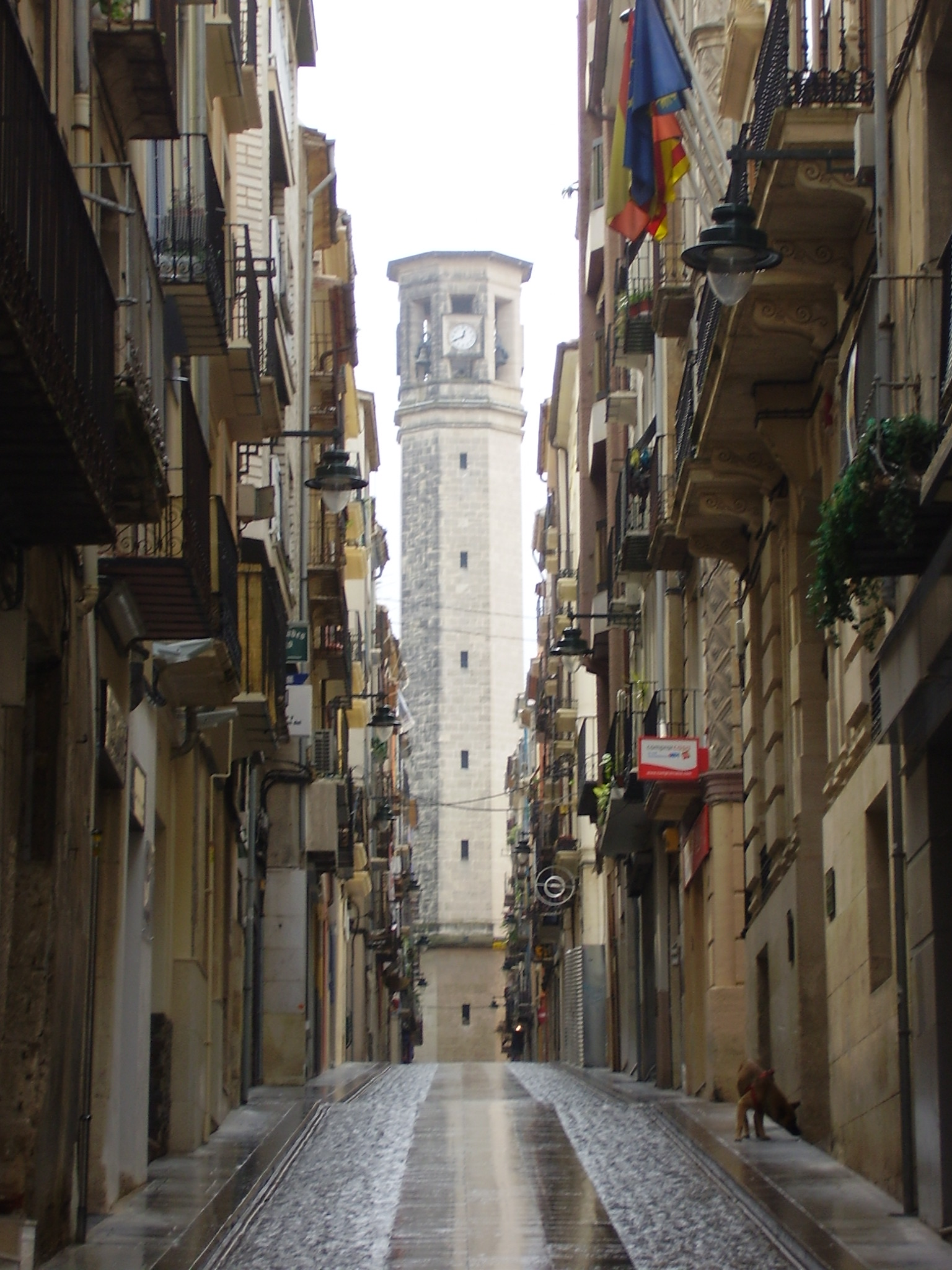
Campanario de la iglesia de San Mauro y San Francisco en Alcoy

Hay referencias a terremotos en Alcoy en 1540 y 1541 en el Siglo XVI y 1615, 1620, 1621, 1644 y 1645 en el Siglo XVII. El terremoto del 2 de diciembre de 1620 fue especialmente violento. Un arco de la iglesia parroquial se abrió, tres de las cuatro torres del Convento de San Agustín se vinieron abajo, se hundió el coro enterrando a siete religiosos y las capillas. El Convento de San Francisco hubo de ser abandonado y unas cuantas casas y paredes de la muralla se vinieron abajo provocando veintidós víctimas mortales. El Santísimo se instaló fuera de la iglesia parroquial y del convento de San Francisco.
En la noche del 2 al 3 de diciembre se produjo otro terremoto de menor magnitud. Este hecho provocó que el día 3 se reuniera el consell para elegir un santo patrón que les protegiera. Fue elegido San Mauro mártir por ser el santo del día, a propuesta del vicario parroquial. El 18 de diciembre de 1621 fue oficialmente entregada una reliquia, un trozo de dedo, del cuerpo enterrado en el Real Colegio Seminario del Corpus Christi en Valencia para ser venerada en Alcoy y el 21 de noviembre de 1626 se cologó la primera piedra del futuro templo de San Mauro, en un campo de olivos llamado las eras nuevas donde estuvo expuesto el Santísimo, cerca del convento de San Francisco durante los terremotos de 1620.
Aunque antiguamente, para la fiesta del 3 de diciembre se celebraba una procesión, en la actualidad todos los actos se celebran dentro de la iglesia parroquial. Desde 1920, la fiesta del patrón de Alcoy San Mauro está organizada por la Asociación de San Mauro Mártir. En la actualidad, la fiesta también tiene una vertiente solidaria, ya que cada año su asociación organiza diferentes actos benéficos, como donaciones de sangre, captación de donantes de órganos, recogida de juguetes para la Cruz Roja y alimentos de primera necesidad, además de un festival teatral solidario llamado Somriures per somriures.